# شنگ تره‌ای

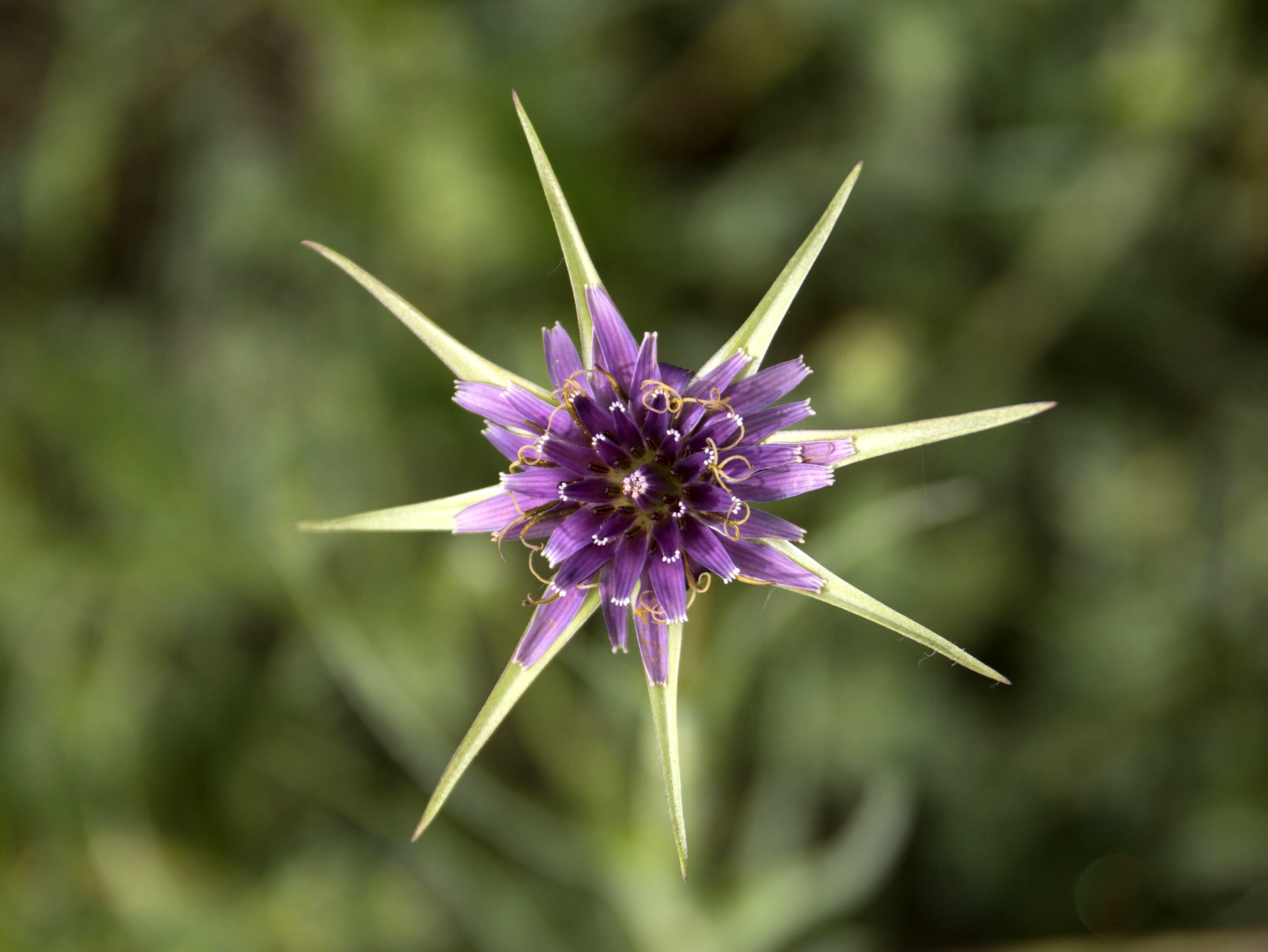
Tragopogon porrifolius

شنگ تره‌ای (نام علمی: Tragopogon porrifolius)،گیاهی است که به خاطر گل زینتی و ریشهٔ خوردنی و خواص دارویی‌اش کاشته می‌شود. این گیاه در بسیاری از جاها به طور خودرو رشد می‌کند و یکی از شناخته‌شده‌ترین سرده‌های شنگ است.